# Kajmany na Zimowych Igrzyskach Olimpijskich 2010

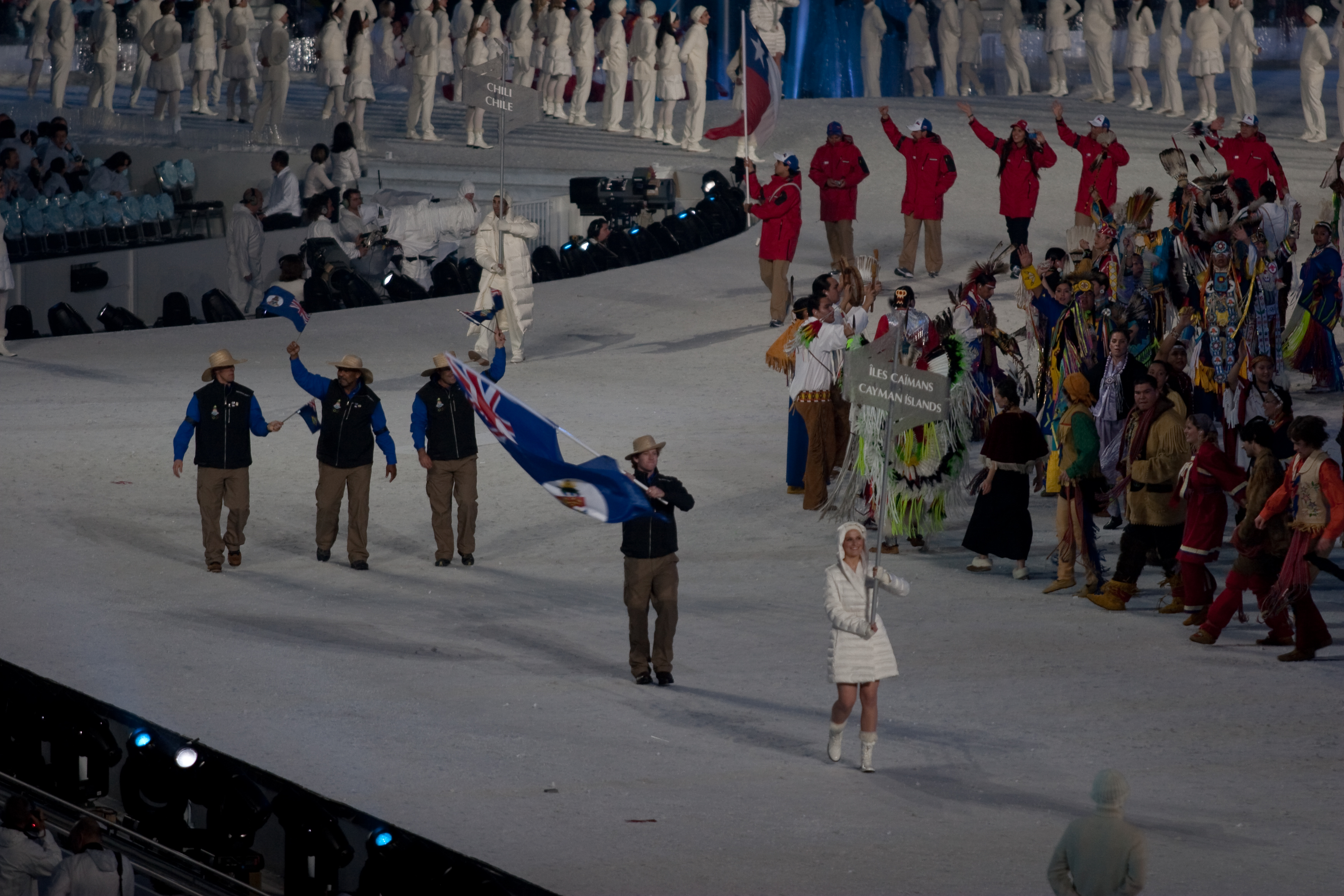
Reprezentacja Kajmanów podczas uroczystości otwarcia igrzysk

Kajmany na Zimowych Igrzyskach Olimpijskich 2010 reprezentował jeden zawodnik. Był to pierwszy start Kajmanów na zimowych igrzyskach olimpijskich.

## Wyniki reprezentanta Kajmanów

### Narciarstwo alpejskie
| Zawodnik    | Konkurencja       | 1 przejazd | 1 przejazd | 2 przejazd | 2 przejazd | Łącznie | Łącznie | Źródło            |
| Zawodnik    | Konkurencja       | Czas       | Pozycja    | Czas       | Pozycja    | Czas    | Pozycja | Źródło            |
| ----------- | ----------------- | ---------- | ---------- | ---------- | ---------- | ------- | ------- | ----------------- |
| Dow Travers | slalom gigant (m) | 1:29,39    | 75.        | 1:33,50    | 69.        | 3:02,89 | 69.     | [ 1 ] [ 2 ] [ 3 ] |